# Działalność usługowa
Działalność usługowa – działalność gospodarcza mająca na celu zaspokajanie bezpośrednich potrzeb ludzkich, ich rezultaty przeważnie nie przyjmują postaci rzeczowej, nie wiążą się bezpośrednio ze stwarzaniem nowych dóbr.
Do usług zalicza się czynności polegające na oddziaływaniu na przedmioty i obiekty. Są to:
- czynności o charakterze remontowym, naprawczym, konserwacyjnym
- czynności polegające na obsłudze procesu produkcyjnego w gospodarstwach rolnych i ogrodniczych, np. zbiór zbóż własnym sprzętem wykonawcy z obsługą, usługi sanitarno-weterynaryjne
- wytwarzanie określonych przedmiotów lub obiektów z uwzględnieniem indywidualnych cech i życzeń zleceniodawcy, np. szycie odzieży na miarę, wyrób biżuterii według życzeń klienta
- czynności w zakresie transportu i łączności, np. przewóz osób i ładunków, usługi spedycyjne i przeładunkowe, działalność poczty i telekomunikacji
- czynności zaspokajające inne potrzeby człowieka, takie jak: usługi komunalne i mieszkaniowe, usługi dotyczące oświaty i wychowania, kultury i sztuki, ochrony zdrowia i opieki społecznej, kultury fizycznej i sportu, turystyki i wypoczynku, instytucji finansowych i ubezpieczeniowych, usługi adwokackie oraz inne usługi o charakterze osobistym, np. fryzjerskie czy fotograficzne.

Podział usług ze względu na przeznaczenie (odbiorcę) danej usługi jest następujący:
1. usługi dla przemysłu, czyli usługi świadczone dla jednostek zajmujących się wydobyciem, rolnictwem, produkcją oraz innych instytucji rządowych
2. usługi dla ludności, czyli świadczenia wykonywane przez przedsiębiorstwa usługowe dla indywidualnych konsumentów.

W ramach usług dla ludności można wymienić m.in. usługi dotyczące:
- pomocy przy zwierzętach domowych
- turystyki (wynajem łodzi, kwater, samochodów itd., a także hotele, kempingi, motele).

Działalność usługowa wymaga stawiania na pierwszym miejscu komfortu i wygody klientów niezależnie od rodzaju prowadzonej działalności. W przypadku prowadzenia działalności usługowej szczególnie ważna jest lokalizacja, plan funkcjonowania placówki i jakość świadczonych przez nią usług.